# Rolwagen

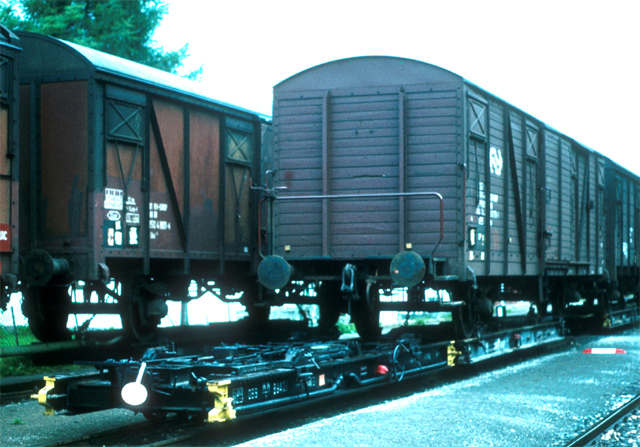
Rolwagens van de Österreichische Bundesbahnen

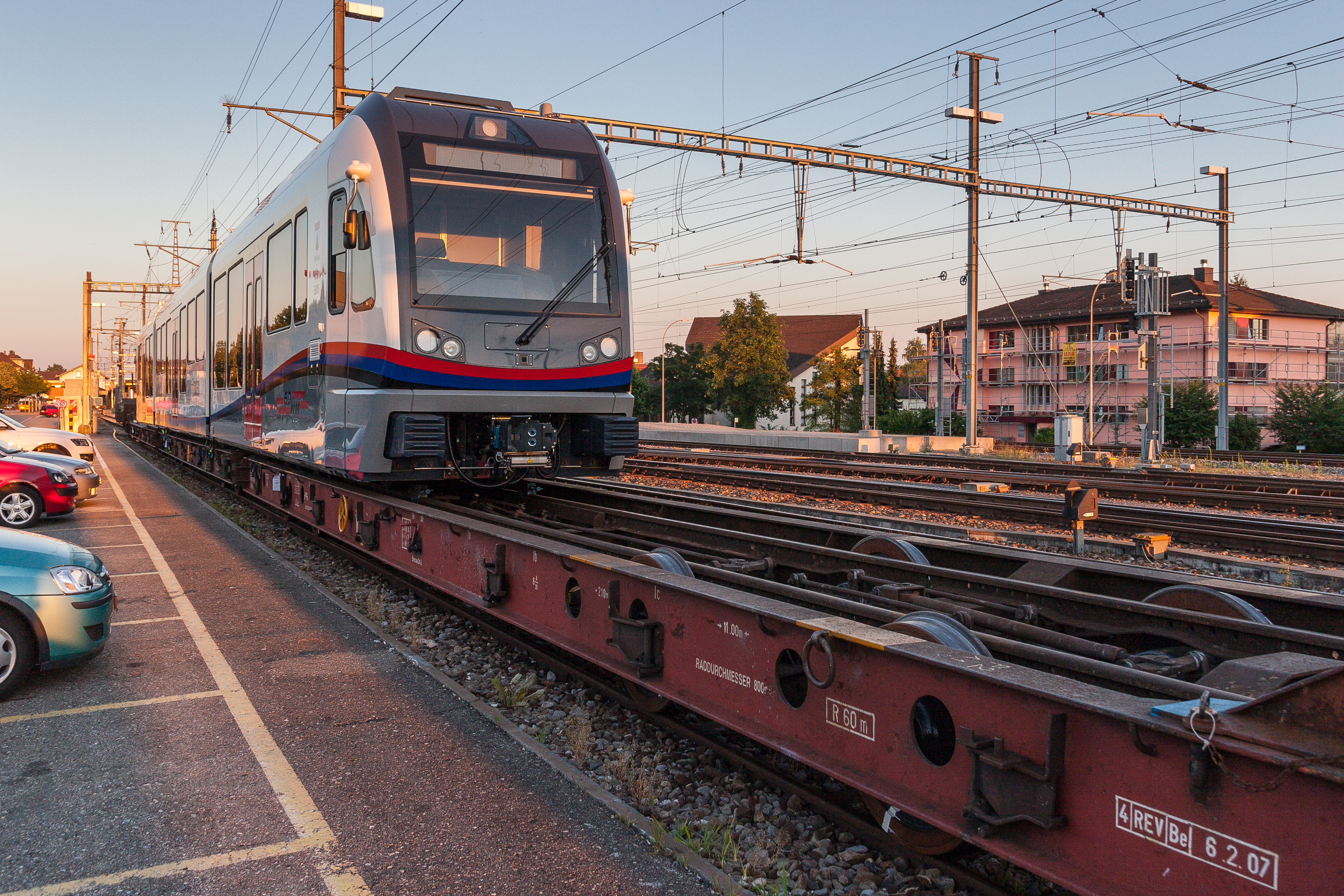
Transport van een nieuwe meterspoortrein in Zwitserland

Een rolwagen is een spoorwegwagen waar een andere wagen mee kan worden vervoerd. Ze worden toegepast op plaatsen waar verschillende spoorwijdtes bij elkaar komen. Een rolbok is een zeer kleine rolwagen (misschien is de benaming hulpmiddel correcter) waarop twee wielen aan de voor- of achterzijde van een wagen kunnen worden geplaatst. Ook zijn er rolbokken die geschikt zijn voor een draaistel. Voor het vervoer van een wagen op een andere spoorwijdte zijn er twee rolbokken nodig. Een rolwagen is een wagen waarop één of meer wagens in hun geheel passen.

## Nederland
Er zijn verschillende Nederlandse trammaatschappijen geweest die dit transportmiddel hebben toegepast.
De Ooster Stoomtram-Maatschappij (OSM) bezat minimaal twee rolbokken die in 1921 door Werkspoor zijn vervaardigd. Ze waren aanvankelijk te klein om er een draaistel op te kunnen plaatsen. Daarom zijn ze in 1943 verlengd door er stukken rails op te bevestigen. De rolbokken werden gebruikt om wagens van Zeist naar Utrecht te vervoeren over normaalspoor.
De Stoomtramweg-Maatschappij Oostelijk Groningen bezat van 1922 tot 1930 zes en vanaf 1930 tot de opheffing in 1948 vijf rolwagens in Delfzijl. Hierop werden de eigen wagens, die geschikt waren voor kaapspoor, geplaatst. Met behulp van deze rolwagens konden ze op normaalspoor van het havenbedrijf in Delfzijl komen om te worden geladen en gelost. Op één rolwagen paste één vierassige goederenwagen of twee tweeassige. Deze rolwagens waren geleverd door Hannoversche Wagon Fabrik AG (HAWA).

## Foto's

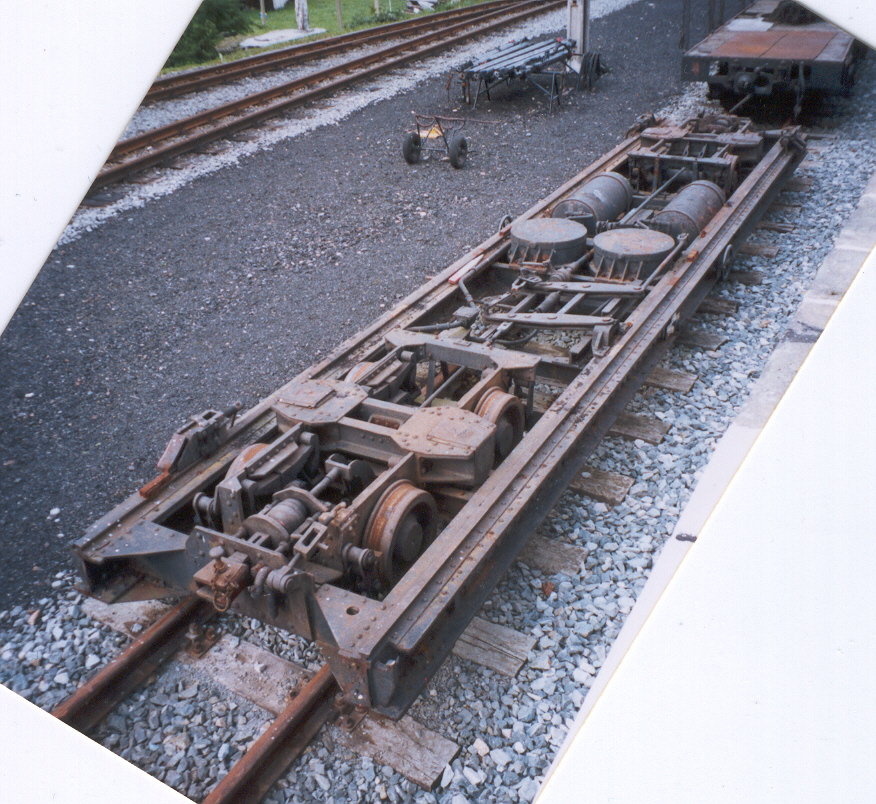